# Alex Band
Alex Band (né Alexander Max Band le 8 juin 1981 à Los Angeles, Californie) est connu notamment pour avoir été le chanteur du groupe The Calling qui a eu beaucoup de succès en 2002 en France et dans le monde grâce à leur hit Wherever You Will Go. En 2005, il décide de lancer sa carrière solo. Son premier album, intitulé We've All Been There, est sorti le 29 juin 2010.

## Biographie
Alex Band est né le 8 juin 1981 à Los Angeles, en Californie, dans une famille d'artistes. En effet, son père, Charles Band, est producteur et réalisateur de films d'horreur, son grand-père Albert Band fut également réalisateur, son arrière-grand-père Max Band était peintre et ami de Picasso, et son oncle Richard Band est compositeur de bandes originales de films. Sa famille est d'origine italienne et possède un château à Giove, en Italie.
Il était très jeune quand ses parents Charles Band et Meda Band divorcèrent. Il grandit avec Harlan et Zalman, ses 2 demi-frères. Lorsqu'il eut 8 ans, sa mère partit avec ses deux demi-frères s'installer en Allemagne. Sa chanson "Could It Be Any Harder" fait référence à cette séparation.
Dans sa jeunesse il exprimait déjà des prédispositions pour la musique en jouant de la guitare, écrivant ses chansons dès l'âge de 8 ans seulement et en prenant des cours de chant. Par la suite, dans son adolescence, il fit partie de plusieurs groupes : « Maybe Solitude » avec son ami Jethro, puis « Generation Gap » avec Aaron Kamin (cofondateur de The Calling). Alex Band signa son premier contrat avec RCA Records à l'âge de 15 ans. À la suite de la signature de ce contrat, Alex Band renonça à continuer sa scolarité et prit des cours particuliers pour se lancer pleinement dans sa passion, la musique, et fonda The Calling.

## The Calling
Tout au début le groupe, monté par Alex Band et Aaron Kamin, créa un CD démo de huit chansons qu'il posta tous les jours dans la boite aux lettres de RCA Records qui se situait non loin du lieu de résidence d'Alex Band, "Camino Palmero". Ce harcèlement incessant porta ses fruits puisque Marc Tanner de RCA Records décida de produire leur premier album qui s'appellera "Camino Palmero". Après avoir travaillé d'arrache-pied pour avoir un album complet, Alex Band et Aaron Kamin ont composé plus de 100 chansons dont seulement 11 virent le jour et furent intégrées à leur album. En 2001, leur album fin prêt ils écumèrent les petites salles de concerts pour le promouvoir, jusqu'au jour où ils firent une apparition dans le film Coyote Girls avec leur titre "Wherever You Will Go". Ce fut la révélation. Aux États-Unis la chanson est restée 27 semaines #1 au Billboard Hot AC et leur album fut #36 dans les meilleures ventes d'albums. "Camino Palmero" fut récompensé par un album de platine. Les singles suivants furent : "Adrienne", "Could It Be Any Harder". Le groupe de l'époque était alors constitué de Alex Band au chant et guitare, Aaron Kamin à la guitare, ainsi que des musiciens Nate Wood (à la batterie et aux chœurs), Sean Woolstenhulme (à la guitare rythmique), et Billy Mohler (à la basse).
En 2004, The Calling revient avec un album intitulé sobrement "Two", après un remaniement des membres du groupe, cette fois-ci composé de Alex Band au chant et guitare, Aaron Kamin à la guitare, Justin Meyer à la batterie, Justin Derrico (surnommé Chops) à la guitare et Corey Britz à la basse. Plus tard, Aaron Kamin préférant composer plutôt que jouer en live décida de se mettre de côté, et Daniel Damico (surnommé Arms) vint le remplacer en tournée à la guitare. Cependant, l'album ne rencontra pas le même succès que le précédent mais leur single "Our Lives" se classa tout de même #16 dans le billboard Américain.

## Carrière solo
En 2005, lors d'un concert avec Aaron Kamin revenu pour l'occasion, le groupe annonce qu'il fait une pause et qu'Alex Band va continuer avec une carrière solo. Ce dernier sort un EP en 2008, un DVD de concert en 2009, et un premier album solo en 2010 intitulé "We've All Been There". Le premier single extrait est "Tonight", s'ensuit de "Only One" (Bande originale de la série Vampire Diaries).
En 2012, il édite un nouvel EP intitulé "After The Storm".
Il prépare actuellement un nouvel album. Alex Band est actuellement en tournée européenne avec son groupe, The Calling, (The Calling of Europe).

## Discographie
Discographie du groupe The Calling : voir article The Calling (groupe).

### Alex Band EP(2008)
1. Live Again
2. Rest of Our Lives
3. Only One
4. Coming Home
5. Fame

(La version brésilienne ne comprend pas le titre Coming Home mais Here With You I'm Found).

### We've All Been There(2010)
1. We've All Been There
2. What Is Love
3. Tonight
4. Forever Yours
5. Please
6. Will Not Back Down
7. Euphoria
8. Never Let You Go
9. Only One
10. Leave (Today Is The Day)
11. Holding On
12. Without You
13. Love
14. Start Over Again
15. Cruel One (en duo avec Chantal Kreviazuk & Emmy Rossum)

### After The Storm EP(2012)
1. Take Me Back
2. Shape Of Your Heart
3. King of Anything
4. Get Up
5. Right Now

### DVD
- Live In Brazil (2009)